# Discoptila fragosoi
Discoptila fragosoi is een rechtvleugelig insect uit de familie krekels (Gryllidae). De wetenschappelijke naam van deze soort is voor het eerst geldig gepubliceerd in 1885 door Bolívar.